# Barnard límcový
Barnard límcový (Barnardius zonarius) je jediným papouškem z monotypického rodu Barnardius.

## Poddruhy

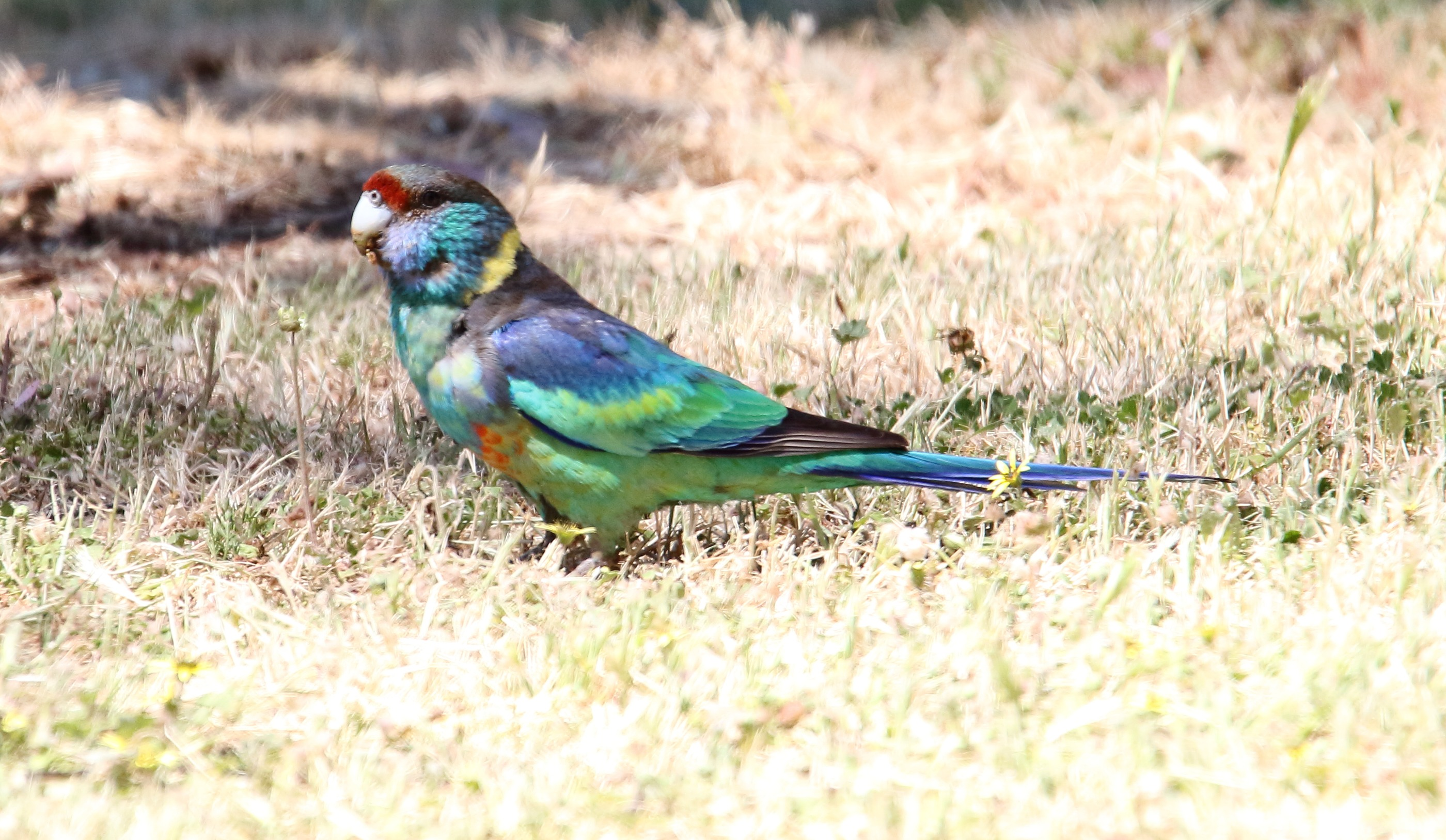
Poddruh Barnardius zonarius barnardi

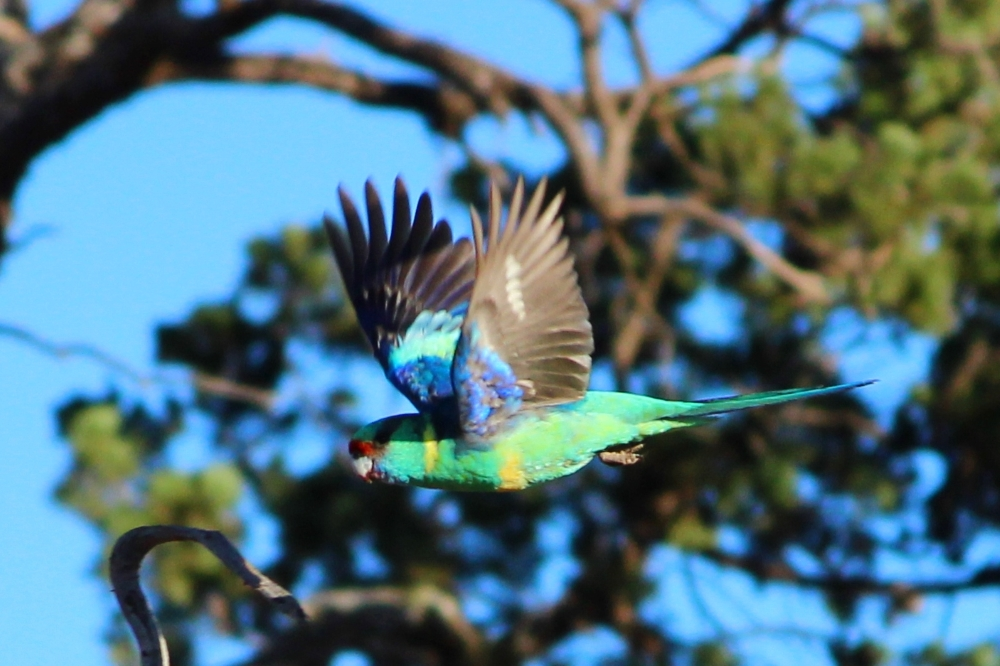
Barnard límcový za letu

Barnard límcový se dělí na čtyři poddruhy:
- Barnardius zonarius barnardi – barnard límcový zelený[2], dříve samostatný druh barnard zelený
- Barnardius zonarius macgillivrayi – barnard límcový klonkurský[2]
- Barnardius zonarius semitorquatus – barnard límcový větší[2]
- Barnardius zonarius zonarius – barnard límcový jižní[2]

## Rozšíření

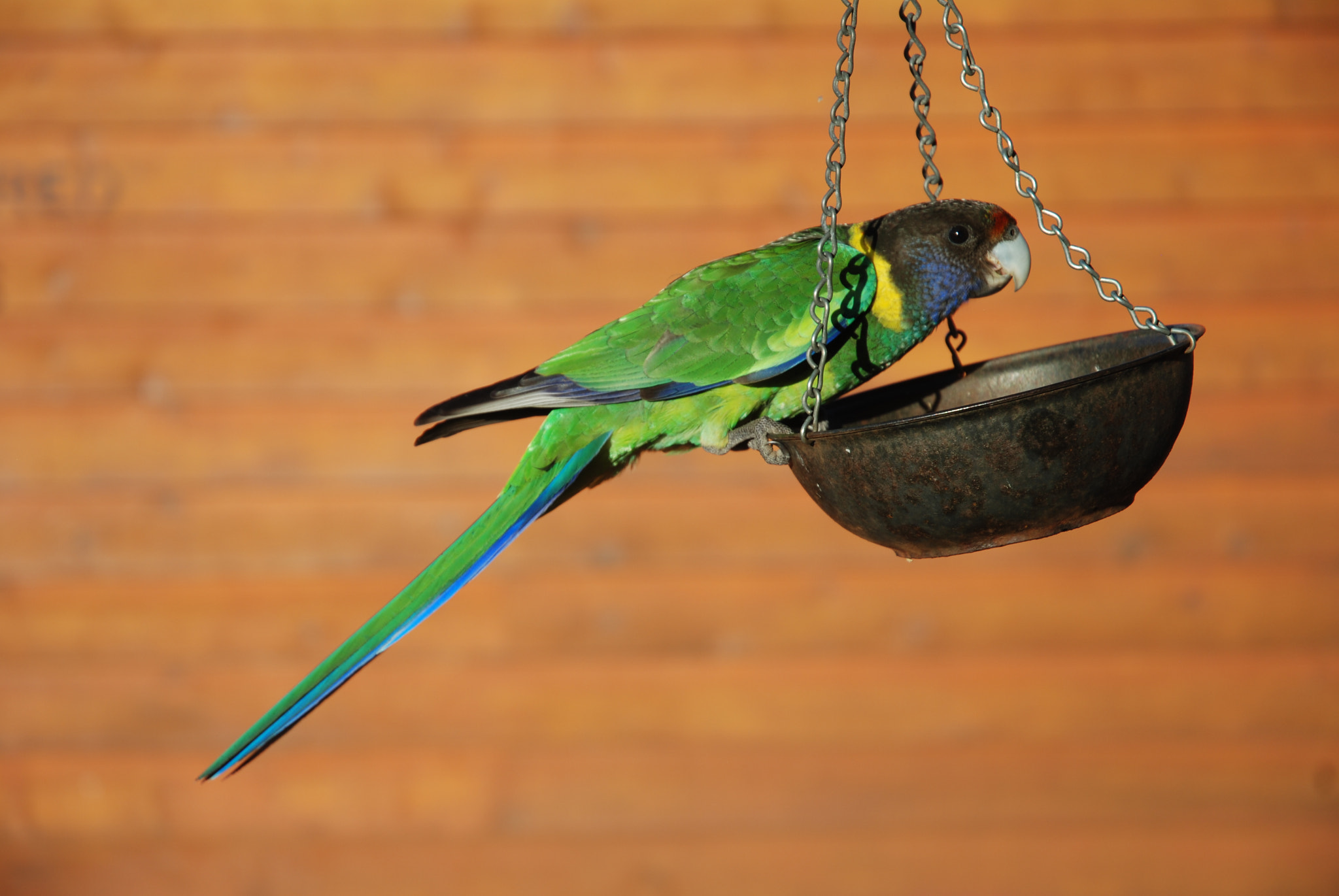
Poddruh Barnardius zonarius semitorquatus

Barnard límcový žije v Austrálii, často v blahovičníkových řídkých lesích a kolem vodních toků. Areál rozšíření se liší podle jednotlivých poddruhů:
- Barnardius zonarius barnardi žije ve středu a na západě státu Nový Jižní Wales, v jihozápadním rohu státu Queensland, na východě Jižní Austrálie a severovýchodě státu Victoria
- Barnardius zonarius macgillivrayi se vyskytuje v okolí Eyreova jezera, v Severním teritoriu a v Queenslandu
- Barnardius zonarius semitorquatus se vyskytuje v lesích jihozápadní Austrálie v blízkosti pobřeží
- Barnardius zonarius zonarius se běžně vyskytuje mezi městy Port Lincoln a Alice Springs ve státech Jižní Austrálie a Severní teritorium

Vzhledem k odlišnému geografickému rozšíření tedy nedochází ke křížení jednotlivých poddruhů.

## Vzhled

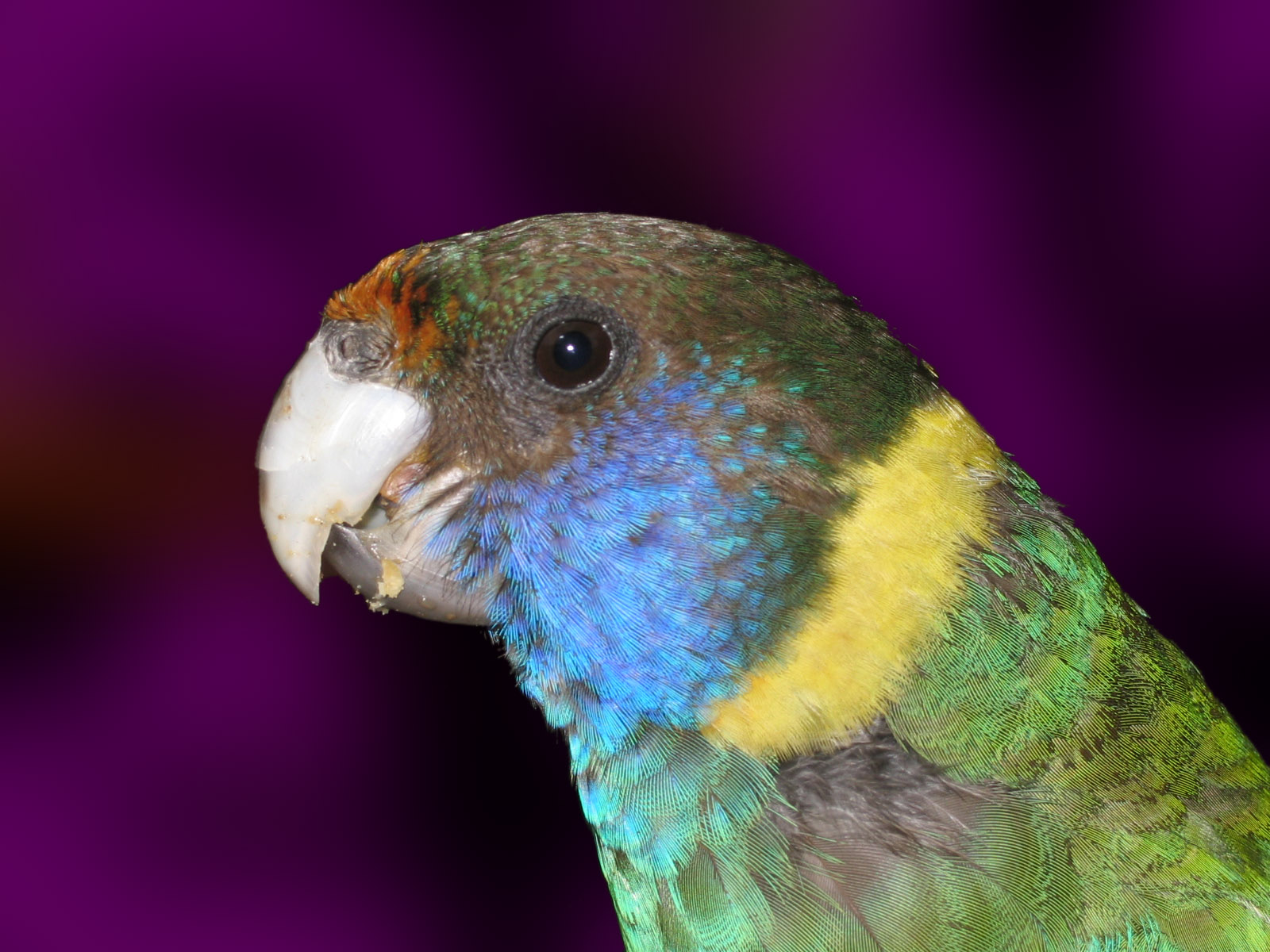
Detailní pohled na hlavu barnarda límcového

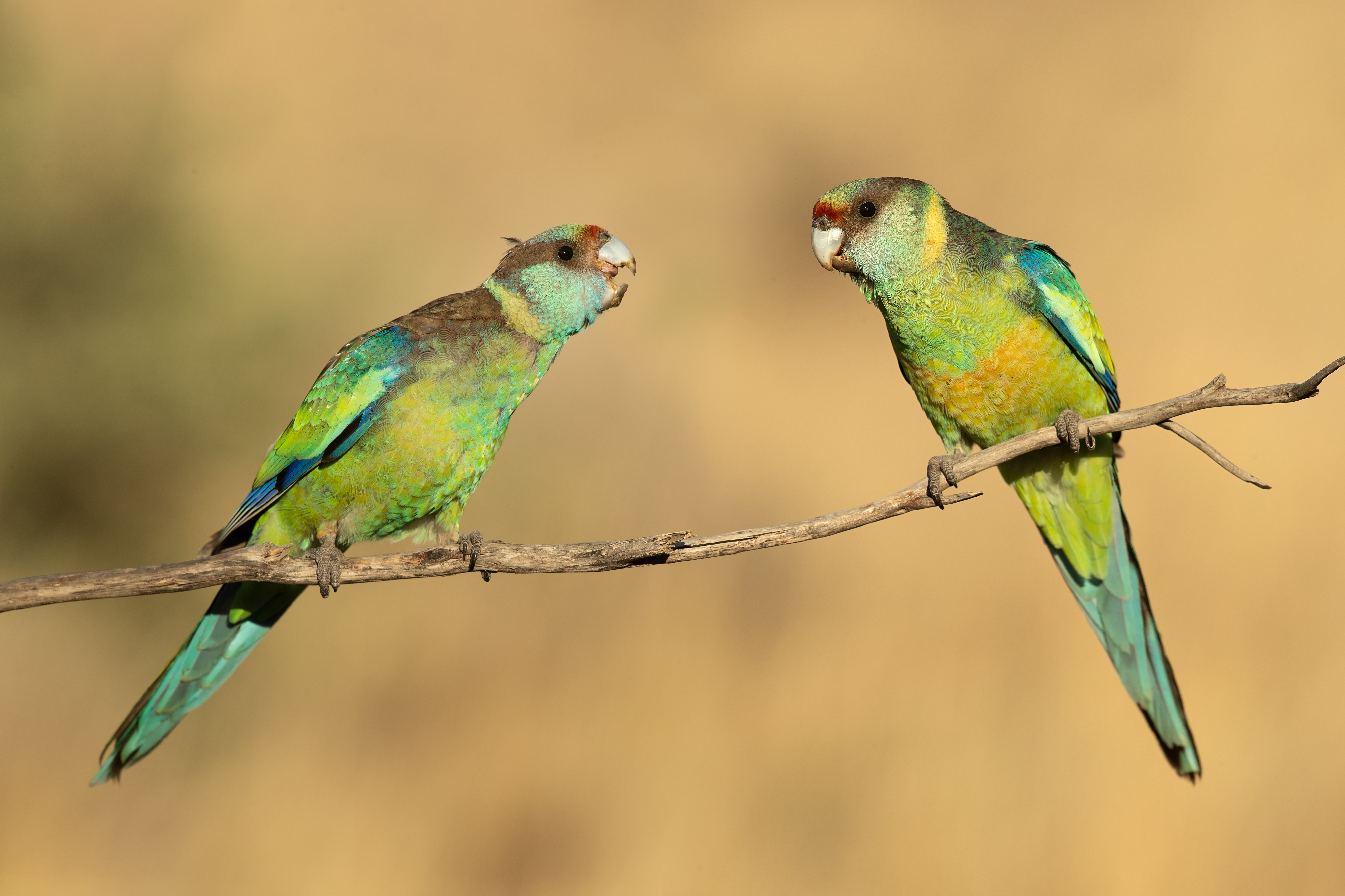
Dvojice barnardů límcových (poddruh Barnardius zonarius barnardi)

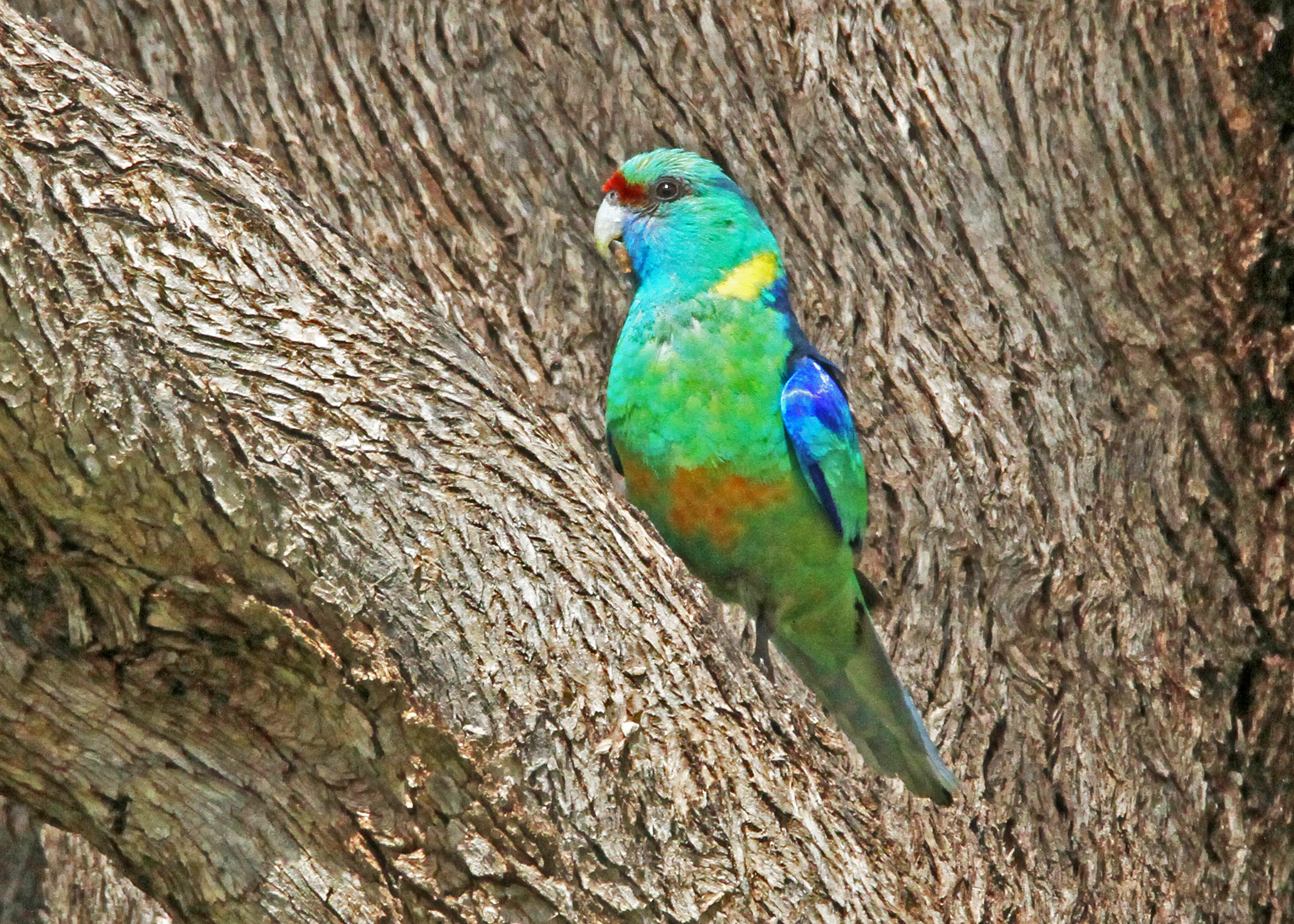
Poddruh Barnardius zonarius barnardi

Barnard límcový je vysoký 37 cm a váží 164 g. Byl pojmenován jako barnard límcový, protože má na zadní části krku dlouhý žlutý pruh. Vzhled se liší podle jednotlivých poddruhů:
- Poddruh Barnardius zonarius barnardi je velmi pestře zbarven; po celém jeho těle převažují odstíny modré a tyrkysové, nad zobákem má červenou skvrnu. Břicho je žlutozelené a nachází se na něm světle oranžový pruh, nad zobákem se nachází červená skvrna. Křídla jsou převážně tmavě modrá s velkými zelenými skvrnami. Kolem oka se nachází černá skvrna, obě oči spojuje šedý pruh vedoucí přes temeno.
- Poddruh Barnardius zonarius macgillivrayi má žluté břicho, zelenou hruď, modrá a zelená křídla, světle modrý ocas, zelené temeno hlavy, světle modrou skvrnu pod zobákem, červená skvrna nad zobákem chybí.
- Poddruh Barnardius zonarius semitorquatus je zbarven převážně tmavě zeleně, v křídlech má černé a tmavě modré letky, zadní strana krku je žlutá, tváře a prostor pod zobákem jsou tmavě modré, prostor nad zobákem je červený, temeno hlavy černé, břicho je žluté, ocas je tmavě zelený s modrými letkami.
- Poddruh Barnardius zonarius zonarius je zbarven podobně jako Barnardius zonarius semitorquatus, má ale žluté břicho a chybí mu červená skvrna nad zobákem.

Všechny poddruhy mají žlutý pruh na zadní straně krku, bílošedě zbarvený zobák, černé až šedé ozobí, oči s nevýraznou černou duhovkou a černé až šedé běháky. Pohlavní dimorfismus je nevýrazný, avšak samec je robustnější a má větší hlavu a zobák.

## Chování
Barnard límcový je aktivní během dne. Je společenský a v závislosti na podmínkách může v přírodě buďto přebývat na jednom místě, nebo žít kočovně. Někdy je považován za škůdce kvůli rozsáhlé konzumaci ovoce rostoucího v sadech a poškozování korun mladých stromů, což bylo prokázáno studií z let 2000 až 2003. V zajetí má většinou oproti ostatním papouškům klidnou povahu a je tichý, ale během hnízdící sezóny může mít sklon k agresivitě. Během chovu vyžaduje dostatečně prostornou voliéru.

## Potrava
Ve volné přírodě se živí nektarem z květů, hmyzem, semeny a ovocem, například melouny, citrusy a hrozny, které často vyhledává na ovocných sadech.

## Rozmnožování
Ve volné přírodě začíná hnízdící sezóna severní populace barnardů límcových v červnu a červenci, kdežto u jižní populace probíhá mezi srpnem a únorem, v případě nepříznivých podmínek se ale začátek hnízdící sezóny může opozdit. K hnízdění si barnardi ve volné přírodě vybírají stromové dutiny, kam snesou 3–6 bílých oválných vajec vysokých 29 mm a širokých 23 mm, na kterých samice sedí 21 dní, než se z nich vylíhnou mláďata. Ta hnízdo opouštějí po pěti týdnech, ale ještě asi dva týdny je rodiče přikrmují. Ze všech narozených mláďat barnardů límcových jich přežije asi 75 %. V zajetí mohou papoušci za jeden rok mít až dvě snůšky.

## Rozšíření
I když je barnard límcový endemickým druhem, není považován za ohrožený, avšak západní poddruh Barnardius zonarius semitorquatus je vytlačován ze svého teritoria lori horským, který s ním agresivně bojuje o hnízdiště. Lori horský je nepůvodní druh v jihozápadní Austrálii a je kvůli svému agresivnímu chování považován za škůdce, takže vláda uvažuje o jeho vymýcení v přírodě jihozápadní Austrálie.

## Historie chovu
Do Evropy (konkrétně do Londýna) byl barnard límcový poprvé přivezen v roce 1862, avšak až do roku 1972, kdy bylo dovezeno větší množství papoušků, byli barnardi v chovech velice vzácní a dovážen byl pouze výjimečně. Poprvé byl odchován v roce 1881 chovatelem z Belgie. Do Česka se první papoušci dostali ve čtyřicátých letech 19. století, poprvé se zde podařilo barnarda límcového odchovat v roce 1976. V současnosti se v chovech vyskytuje poměrně často, v Česku jej chová pouze plzeňská zoologická zahrada.

## Galerie

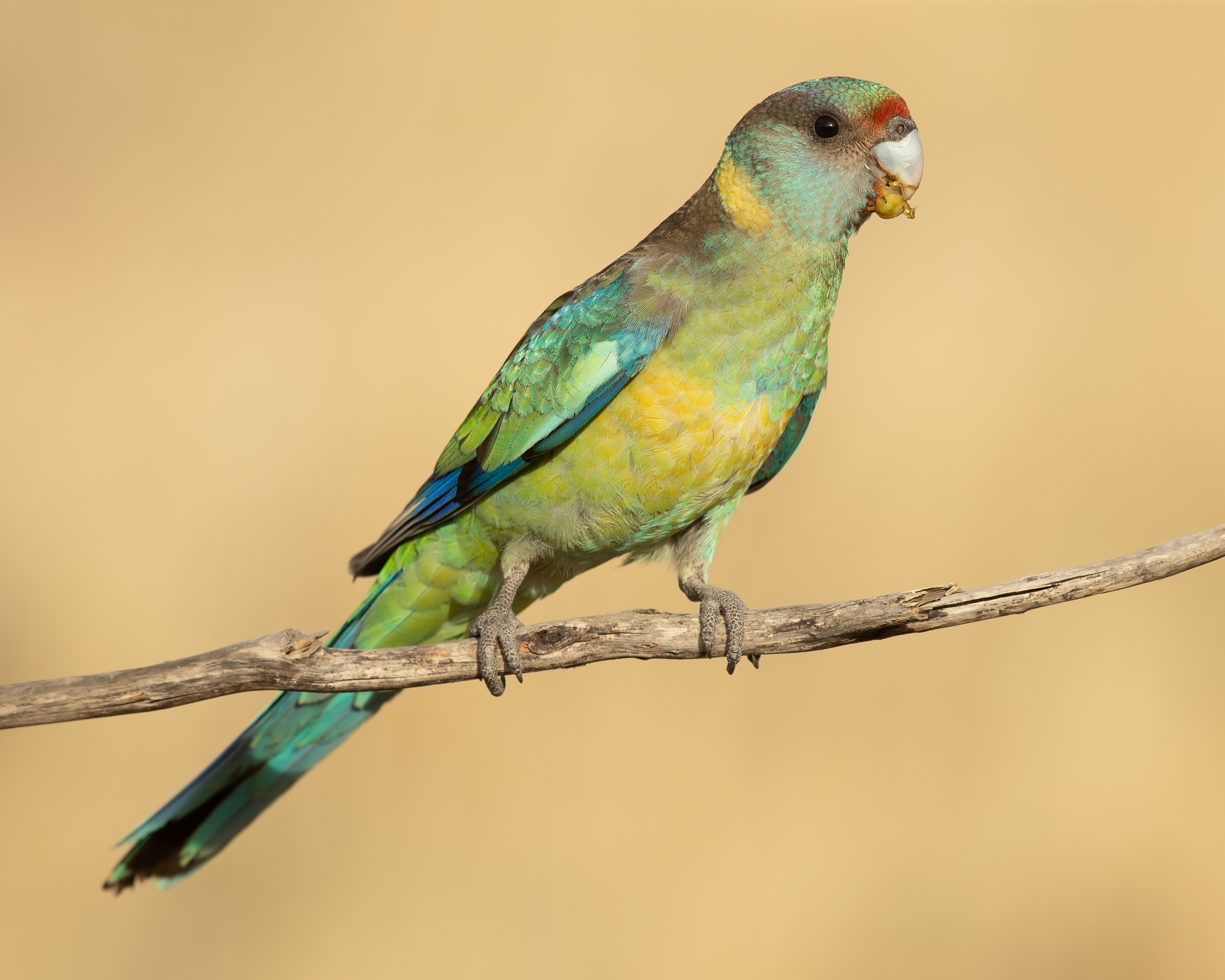
Poddruh Barnardius zonarius barnardi
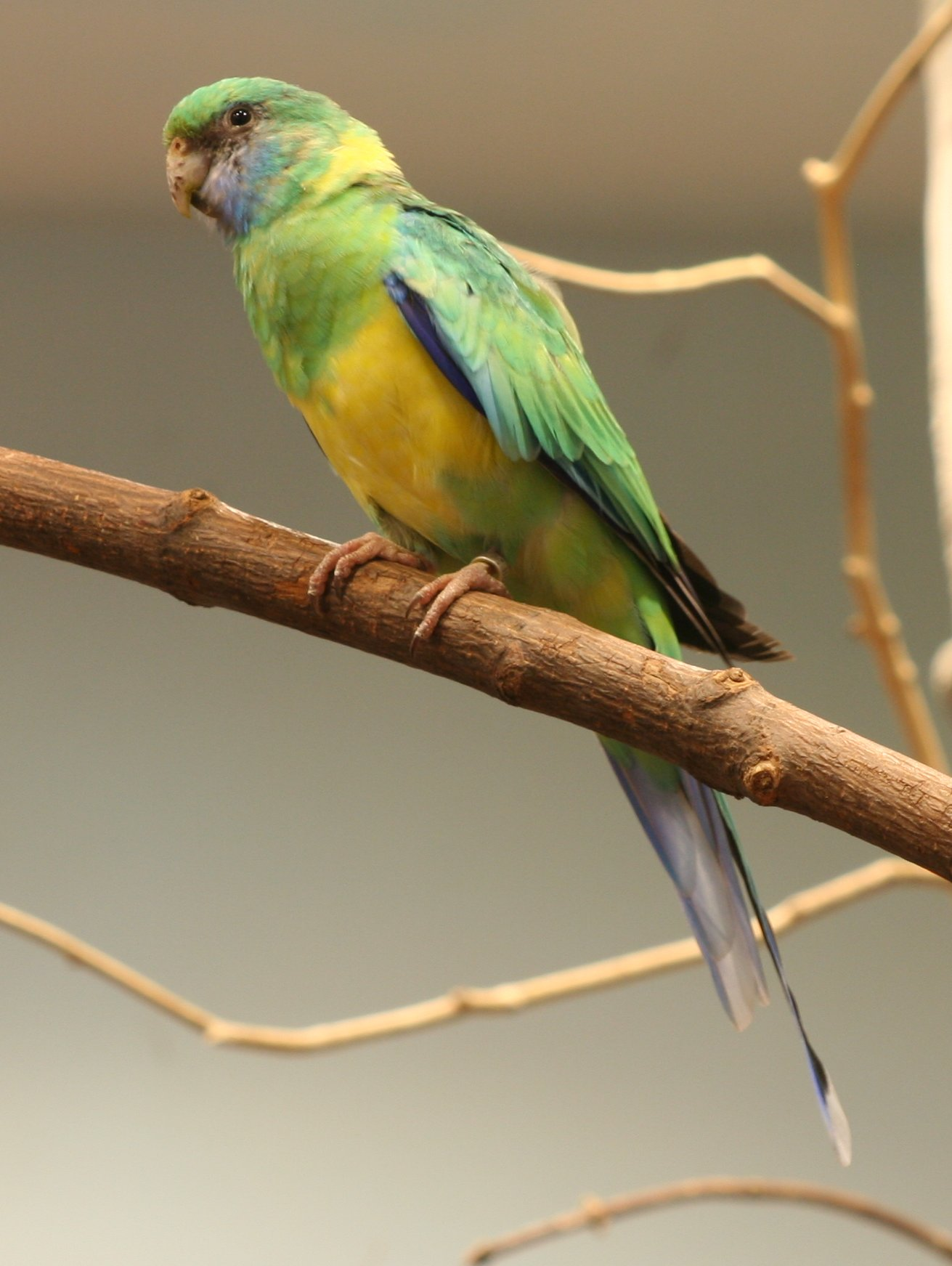
Poddruh Barnardius zonarius macgillivrayi
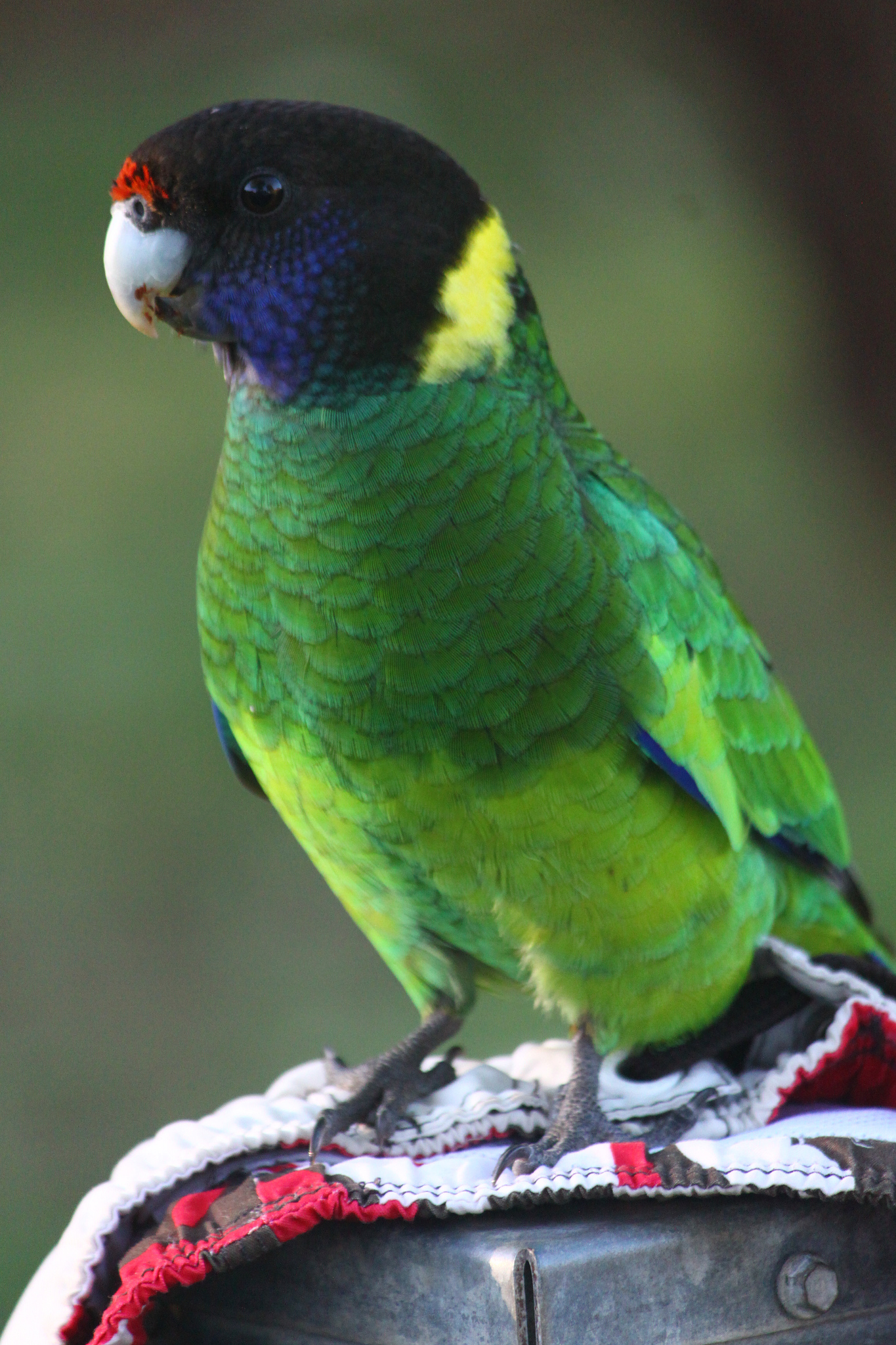
Poddruh Barnardius zonarius semitorquatus
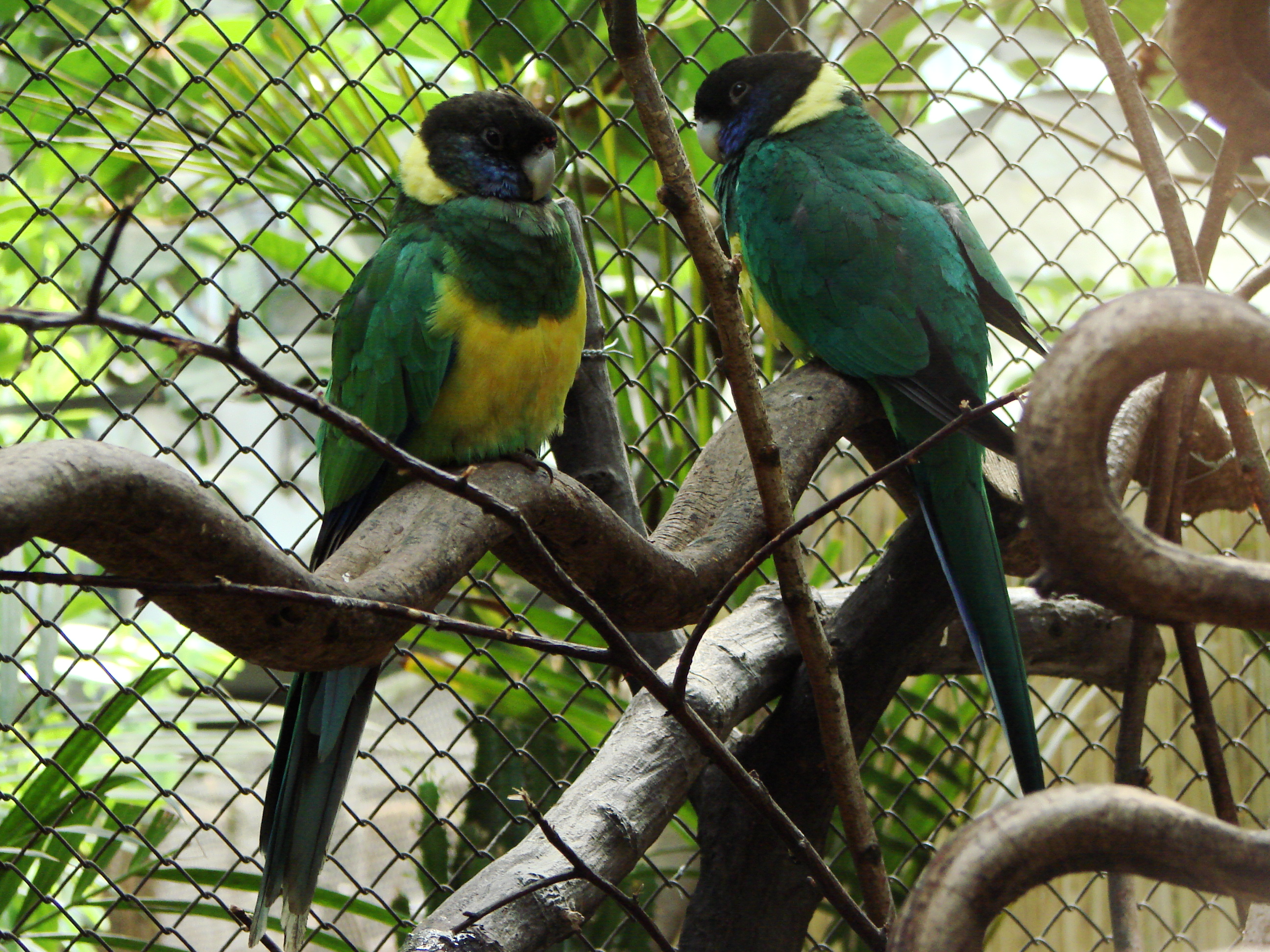
Poddruh Barnardius zonarius zonarius